# Gouvernement Netanyahou VI
État d'Israël
Bennett-Lapid 
Le 37e gouvernement de l'État d'Israël, ou sixième gouvernement Netanyahou, est un gouvernement israélien (he) formé à l'issue des élections législatives du  1er novembre 2022. Il s'agit d'une coalition composée initialement de six partis de droite et d'extrême droite : Likoud, Judaïsme unifié de la Torah, Shas, le Parti sioniste religieux, Force juive et Noam.
Ce gouvernement est considéré comme le plus à droite de l'histoire du pays, intégrant des partis d'extrême droite et les ultraorthodoxes. Ce gouvernement ne compte également qu'un nombre très restreint de femmes (7 sur 38 initialement). En 2024, plusieurs membres de ce gouvernement font l'objet d'un mandat de la Cour Pénale Internationale. 

## Historique du mandat
Ce gouvernement est dirigé par l'ancien Premier ministre national-conservateur Benyamin Netanyahou. Il est constitué et soutenu par une coalition entre le Likoud, le Parti sioniste religieux, Shas, Judaïsme unifié de la Torah, Force juive et Noam. Ensemble, ils disposent de 64 députés sur 120, soit 53,3 % des sièges de la Knesset.
Il est formé à la suite des élections législatives anticipées du 1er novembre 2022. Il succède au Gouvernement Bennett-Lapid.

### Formation

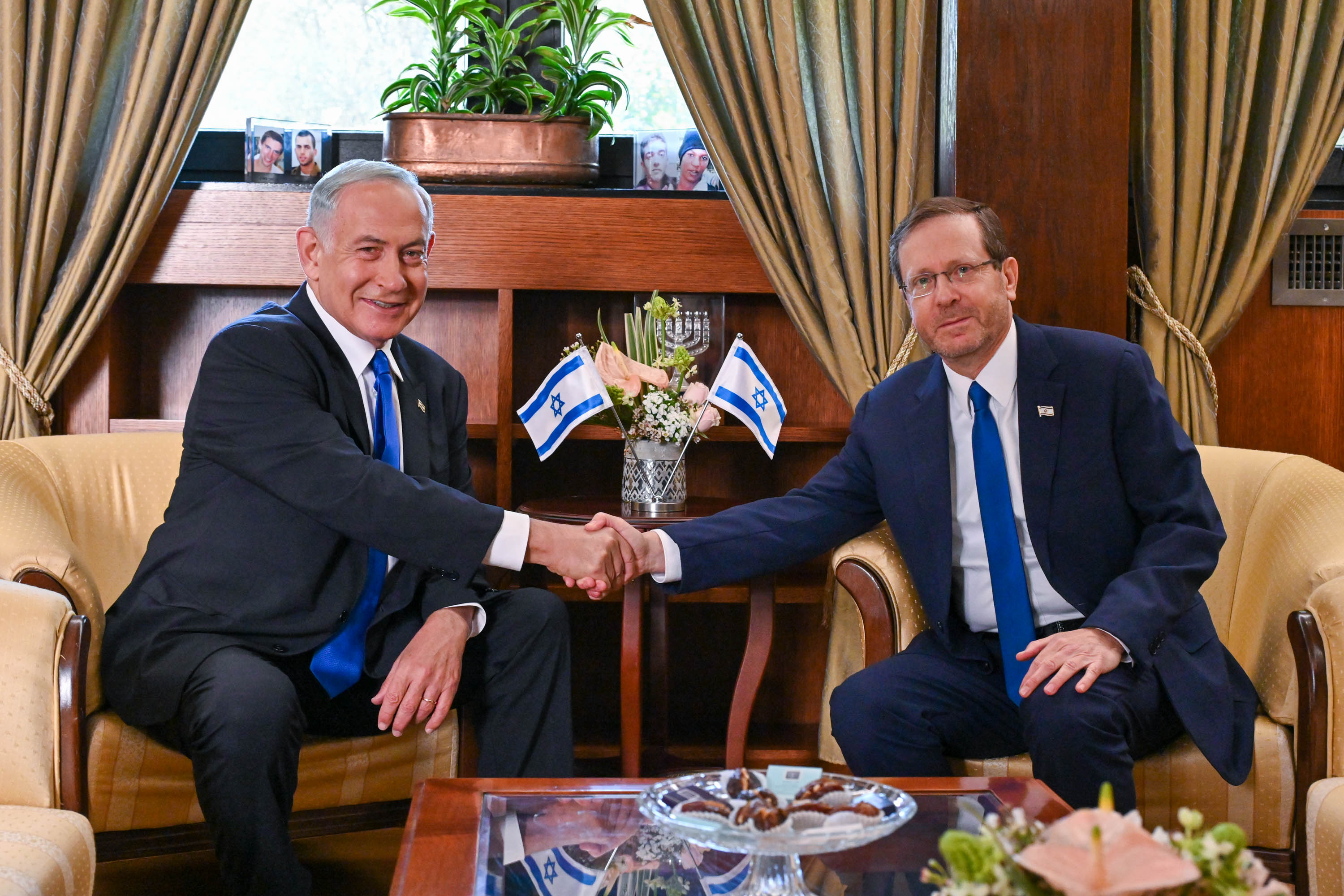
Rencontre bipartite entre le président d’Israël Isaac Herzog et le chef du Likoud Benjamin Netanyahou, 13 novembre 2022.

Le 13 novembre 2022, Netanyahou est officiellement désigné pour former un gouvernement par le président Isaac Herzog.
Les négociations sont retardées en raison de désaccords entre le Likoud et le Parti sioniste religieux. Ce dernier accuse le Likoud de vouloir reléguer au second plan et humilier le parti dans une déclaration publiée le 23 novembre. Ce à quoi le Likoud répondit en une seule phrase : « Bezalel, en ce jour d'attaques terroristes meurtrières où le public attend un gouvernement qui redonne un sentiment de sécurité au peuple d'Israël - renoncez aux postes et formez dès ce soir un gouvernement entièrement de droite. » Ainsi, le président Herzog accorde un délai supplémentaire de dix jours, jusqu'au 21 décembre, pour former un gouvernement. À quelques minutes de la fin du délai, il annonce avoir constitué une coalition.
Le gouvernement se compose de 29 ministres, dont les principaux sont :
- Benjamin Netanyahou y entame son troisième mandat en tant que Premier ministre d'Israël, fonction qu'il a occupé de 1996 à 1999, puis de 2009 à 2021[8].
- Le leader de la formation politique Shas Arié Dery devient vice-premier ministre, ministre de la Santé et de l'Intérieur[9]. Cette nomination est invalidée le 18 janvier 2023 par la Cour suprême d'Israël en raison des multiples condamnations de Dery pour des accusations de corruption et de fraude fiscale[10]. Arié Dery est démis de ses fonctions de ministre de la Santé et de l'Intérieur par le premier ministre le 22 janvier 2023 tout en restant vice-premier ministre[11].
- L'ancien ministre de l'Économie et du Renseignement Eli Cohen est nommé ministre des Affaires étrangères[12]
- L'officier général des forces de défense israéliennes Yoav Gallan est nommé ministre de la Défense[8].
- Le leader du parti Force juive Itamar Ben Gvir est nommé à la tête du ministère de la Sécurité nationale[13].
- Le leader du Parti sioniste religieux Bezalel Smotrich est nommé à la tête du ministère des Finances[8].
- Un poste de ministre adjoint chargé d'une autorité sur « l'identité juive nationale » est créé, responsable des programmes externes du ministère de l'Éducation, sous la tutelle d'Avi Maoz, chef de file du parti Noam[9].
- Yariv Levin, membre du Likoud et président sortant de la Knesset, est nommé ministre de la Justice[12].
- Ron Dermer, ancien ambassadeur d’Israël aux États-Unis, est nommé au ministère des Affaires stratégiques[12].

À quelques minutes de la fin du délai, il annonce avoir constitué une coalition. Le 29 décembre, le nouveau gouvernement de Benyamin Netanyahou est investi par la Knesset, obtenant l'approbation de 63 députés,. Ce gouvernement est considéré comme le plus à droite de l'histoire du pays, intégrant des partis d'extrême droite et les ultraorthodoxes, tandis que seulement cinq femmes siègent dans ce gouvernement.
Avi Maoz démissionne le 28 février 2023 car « choqué de se rendre compte qu’il n’y a jamais eu d’intention sérieuse d’honorer l’accord de coalition ».

### Cabinet d'urgence et d'unité nationale
À la suite de l'offensive et les massacres du Hamas contre la population israélienne le 7 octobre 2023, le Parti de l'unité nationale décide le 11 octobre de s'entendre avec l'équipe ministérielle de Netanyahou pour former un gouvernement d'unité nationale. La direction des opérations militaires est assurée par un cabinet de guerre réunissant le Premier ministre, Benny Gantz et le ministre de la Défense, ainsi que deux observateurs. En outre, quatre autres membres du parti rejoignent le gouvernement comme ministres sans portefeuille.

### Accord de cessez-le-feu avec le Hamas
L'acceptation le 19 janvier 2025 par le gouvernement de l'accord de cessez le feu avec le Hamas provoque la démission des trois membres du gouvernement apprtenant au parti Otzma Yehudit d'Itamar Ben Gvir.

## Composition

### Composition initiale (29 décembre 2022)
| Image | Portefeuille | Titulaire | Titulaire                                                      | Parti                       |
| ----- | --- | --------- | -------------------------------------------------------------- | --------------------------- |
|       | Premier ministre |           | Benyamin Netanyahou                                            | Likoud                      |
|       | Vice-Premier ministre Ministre de la Santé Ministre de l'Intérieur |           | Aryé Dery (jusqu'au 23/01/2023)                                | Shas                        |
|       | Vice-Premier ministre Ministre de la Justice |           | Yariv Levin                                                    | Likoud                      |
|       | Ministre des Affaires étrangères |           | Eli Cohen                                                      | Likoud                      |
|       | Ministre de la Santé Ministre de l'Intérieur |           | Moshe Arbel (depuis le 19/04/2023)                             | Shas                        |
|       | Ministre du Néguev, de Galilée et de la Résilience nationale |           | Yitzhak Wasserlauf                                             | Otzma Yehudit               |
|       | Ministre des Affaires de la Diaspora Ministre de l'Égalité sociale |           | Amichai Chikli                                                 | Likoud                      |
|       | Ministre au cabinet du Premier ministre Ministre de la Construction et du Logement |           | Yitzhak Goldknopf                                              | Judaïsme unifié de la Torah |
|       | Ministre au cabinet du Premier ministre (29 décembre 2022 - 20 avril 2023) Ministre l'Avancement de la condition féminine (à partir du 20 avril 2023)                                                      |           | May Golan (en)                                                 | Likoud                      |
|       | Ministre de l'Agriculture et du Développement rural |           | Avi Dichter                                                    | Likoud                      |
|       | Ministre des Communications |           | Shlomo Karhi                                                   | Likoud                      |
|       | Ministre de la Culture et du Sport |           | Miki Zohar                                                     | Likoud                      |
|       | Ministre de la Défense |           | Yoav Galant                                                    | Likoud                      |
|       | Ministre des Finances Ministre au ministère de la Défense |           | Bezalel Smotrich                                               | Parti sioniste religieux    |
|       | Ministre de l'Économie |           | Nir Barkat                                                     | Likoud                      |
|       | Ministre de la Coopération régionale (jusqu’au 28/03/2023) Ministre au cabinet du Premier ministre, chargé des Relations entre le gouvernement et la Knesset (jusqu’au 28/03/2023) Ministre de l'Éducation |           | Yoav Kisch                                                     | Likoud                      |
|       | Ministre au ministère de l'Éducation |           | Haïm Biton                                                     | Shas                        |
|       | Ministre de la Coopération régionale Ministre au ministère de la Justice Ministre au cabinet du Premier ministre, chargé des Relations entre le gouvernement et la Knesset                                 |           | David Amsalem (depuis le 28/03/2023)                           | Likoud                      |
|       | Ministre des Infrastructures nationales, de l'Énergie et de l'Eau |           | Israël Katz                                                    | Likoud                      |
|       | Ministre de la Protection de l'environnement |           | Idit Silman                                                    | Likoud                      |
|       | Ministre de l'Alya et de l'Intégration |           | Ofir Sofer                                                     | Parti sioniste religieux    |
|       | Ministre sans portefeuille (jusqu'au 16 janvier 2023) Ministre de l’information (à partir du 17 janvier 2023)                                                                                              |           | Galit Distel-Etebaryan                                         | Likoud                      |
|       | Ministre du Renseignement |           | Gila Gamliel                                                   | Likoud                      |
|       | Ministre de Jérusalem et du Patrimoine (29 décembre 2022 - 22 janvier 2023) Ministre du Patrimoine (à partir du 22 janvier 2023)                                                                           |           | Amihai Eliyahu                                                 | Otzma Yehudit               |
|       | Ministre des Affaires de Jérusalem et de la Tradition d'Israël (à partir du 22 janvier 2023) |           | Meir Porush                                                    | Judaïsme unifié de la Torah |
|       | Ministre du Travail, des Affaires sociales et de l'Action sociale puis ministre des Affaires sociales et des Services sociaux (à partir du 30/01/2023)                                                     |           | Ya'akov Margi                                                  | Shas                        |
|       | Ministre au ministère du Travail, des Affaires sociales et de l'Action sociale puis ministre du Travail (à partir du 30/01/2023) Ministre de la Santé par intérim (du 24/01/2023 au 19/04/2023)            |           | Yoav Ben-Tzur                                                  | Shas                        |
|       | Ministre des Implantations et des Missions nationales |           | Orit Strook                                                    | Parti sioniste religieux    |
|       | Ministre de la Sécurité nationale |           | Itamar Ben-Gvir                                                | Otzma Yehudit               |
|       | Ministre des Affaires religieuses Ministre de l'Intérieur par intérim (du 24/01/2023 au 19/04/2023) |           | Michael Malchieli                                              | Shas                        |
|       | Ministre de la Science et de la Technologie |           | Ofir Akunis (en)                                               | Likoud                      |
|       | Ministre des Affaires stratégiques |           | Ron Dermer (en)                                                | Likoud                      |
|       | Ministre du Tourisme |           | Haïm Katz                                                      | Likoud                      |
|       | Ministre des Transports |           | Miri Regev                                                     | Likoud                      |
|       | Ministre délégué au cabinet du Premier ministre chargé de l'Identité nationale juive |           | Avi Maoz (Du 03/01/2023 au 01/03/2023 et depuis le 05/06/2023) | Noam                        |
|       | Ministre délégué au cabinet du Premier ministre Ministre délégué aux Transports et à la sécurité routière                                                                                                  |           | Uri Maklev                                                     | Judaïsme unifié de la Torah |
|       | Ministre délégué à l'Agriculture et au Développement rural |           | Moshe Abutbul                                                  | Shas                        |
|       | Ministre délégué à la Culture et au Sport |           | Ya'akov Tessler                                                | Judaïsme unifié de la Torah |
|       | Ministre déléguée aux Finances |           | Michal Waldiger                                                | Parti sioniste religieux    |
|       | Ministre délégué à l'Intérieur Ministre délégué à la Santé |           | Moshe Arbel (jusqu'au 23/01/2023)                              | Shas                        |

### Remaniement d'unité et d'urgence nationale (12 octobre 2023)
| Image                                         | Portefeuille | Titulaire | Titulaire                                    | Parti                       |
| --------------------------------------------- | --- | --------- | -------------------------------------------- | --------------------------- |
|                                               | Premier ministre |           | Benyamin Netanyahou                          | Likoud                      |
|                                               | Vice-Premier ministre Ministre de la Justice |           | Yariv Levin                                  | Likoud                      |
|                                               | Ministre des Affaires étrangères (jusqu'au 01/01/2024) Ministre des Infrastructures nationales, de l'Énergie et de l'Eau (depuis le 01/01/2024)                            |           | Eli Cohen                                    | Likoud                      |
|                                               | Ministre des Infrastructures nationales, de l'Énergie et de l'Eau (jusqu'au 01/01/2024) Ministre des Affaires étrangères (depuis le 01/01/2024)                            |           | Israël Katz                                  | Likoud                      |
|                                               | Ministre de l'Intérieur |           | Moshe Arbel                                  | Shas                        |
|                                               | Ministre du Néguev, de Galilée et de la Résilience nationale |           | Yitzhak Wasserlauf                           | Otzma Yehudit               |
|                                               | Ministre au cabinet du Premier ministre Ministre de la Construction et du Logement                                                                                         |           | Yitzhak Goldknopf                            | Judaïsme unifié de la Torah |
|                                               | Ministre de l'Égalité sociale (jusqu'au 22/01/2024) Ministre des Affaires de la Diaspora                                                                                   |           | Amichai Chikli                               | Likoud                      |
|                                               | Ministre l'Avancement de la condition féminine (jusqu'au 22/01/2024) Ministre de l'Égalité sociale (depuis le 22/01/2024)                                                  |           | May Golan (en)                               | Likoud                      |
|                                               | Ministre de l'Agriculture et du Développement rural |           | Avi Dichter                                  | Likoud                      |
|                                               | Ministre des Communications |           | Shlomo Karhi                                 | Likoud                      |
|                                               | Ministre de la Culture et du Sport |           | Miki Zohar                                   | Likoud                      |
|                                               | Ministre de la Défense |           | Yoav Galant                                  | Likoud                      |
|                                               | Ministre des Finances Ministre au ministère de la Défense |           | Bezalel Smotrich                             | Mafdal - Sionisme religieux |
|                                               | Ministre de la Santé |           | Uriel Buso                                   | Shas                        |
|                                               | Ministre de l'Économie |           | Nir Barkat                                   | Likoud                      |
|                                               | Ministre de l'Éducation |           | Yoav Kisch                                   | Likoud                      |
|                                               | Ministre au ministère de l'Éducation |           | Haïm Biton                                   | Shas                        |
|                                               | Ministre de la Coopération régionale Ministre au ministère de la Justice Ministre au cabinet du Premier ministre, chargé des Relations entre le gouvernement et la Knesset |           | David Amsalem                                | Likoud                      |
|                                               | Ministre de la Protection de l'environnement |           | Idit Silman                                  | Likoud                      |
|                                               | Ministre de l'Alya et de l'Intégration |           | Ofir Sofer                                   | Mafdal - Sionisme religieux |
|                                               | Ministre de la Science et de la Technologie |           | Ofir Akunis (en) (jusqu'au 17/03/2024)       | Likoud                      |
|                                               | Ministre du Renseignement (jusqu'au 17/03/2024) Ministre de la Science et de la Technologie (depuis le 17/03/2024)                                                         |           | Gila Gamliel                                 | Likoud                      |
|                                               | Ministre du Patrimoine |           | Amihai Eliyahu                               | Otzma Yehudit               |
|                                               | Ministre des Affaires de Jérusalem et de la Tradition d'Israël |           | Meir Porush                                  | Judaïsme unifié de la Torah |
|                                               | Ministre des Affaires sociales et des Services sociaux |           | Ya'akov Margi                                | Shas                        |
|                                               | Ministre du Travail |           | Yoav Ben-Tzur                                | Shas                        |
|                                               | Ministre des Implantations et des Missions nationales |           | Orit Strook                                  | Mafdal - Sionisme religieux |
|                                               | Ministre de la Sécurité nationale |           | Itamar Ben-Gvir                              | Otzma Yehudit               |
|                                               | Ministre des Affaires religieuses |           | Michael Malchieli                            | Shas                        |
|                                               | Ministre des Affaires stratégiques |           | Ron Dermer (en)                              | Likoud                      |
|                                               | Ministre du Tourisme |           | Haïm Katz                                    | Likoud                      |
|                                               | Ministre des Transports |           | Miri Regev                                   | Likoud                      |
|                                               | Ministre sans portefeuille |           | Benny Gantz                                  | Hosen L'Yisrael             |
|                                               | Ministre sans portefeuille |           | Gadi Eizenkot                                | Hosen L'Yisrael             |
|                                               | Ministre sans portefeuille |           | Hili Tropper                                 | Hosen L'Yisrael             |
|                                               | Ministre sans portefeuille |           | Gideon Sa'ar (12/10/2023 - 27/03/2024)       | Nouvel Espoir               |
|                                               | Ministre sans portefeuille |           | Yifat Shasha-Biton (12/10/2023 - 27/03/2024) | Nouvel Espoir               |
|                                               | Ministre délégué au cabinet du Premier ministre chargé de l'Identité nationale juive                                                                                       |           | Avi Maoz                                     | Noam                        |
|                                               | Ministre délégué au cabinet du Premier ministre Ministre délégué aux Transports et à la sécurité routière                                                                  |           | Uri Maklev                                   | Judaïsme unifié de la Torah |
|                                               | Ministre délégué à l'Agriculture et au Développement rural |           | Moshe Abutbul                                | Shas                        |
|                                               | Ministre délégué à la Culture et au Sport |           | Ya'akov Tessler                              | Judaïsme unifié de la Torah |
|                                               | Ministre déléguée aux Finances |           | Michal Waldiger (jusqu'au 26/10/2023)        | Mafdal - Sionisme religieux |
| Participant aux réunions du cabinet de guerre | |           |                                              |                             |
|                                               | Premier ministre |           | Benyamin Netanyahou                          | Likoud                      |
|                                               | Ministre de la Défense |           | Yoav Galant                                  | Likoud                      |
|                                               | Ministre sans portefeuille |           | Benny Gantz                                  | Hosen L'Yisrael             |
|                                               | Ministre sans portefeuille, observateur |           | Gadi Eizenkot                                | Hosen L'Yisrael             |
|                                               | Ministre des Affaires stratégiques, observateur |           | Ron Dermer (en)                              | Likoud                      |

### Remaniement du 9 juin 2024
| Image | Portefeuille | Titulaire | Titulaire           | Parti                       |
| ----- | --- | --------- | ------------------- | --------------------------- |
|       | Premier ministre |           | Benyamin Netanyahou | Likoud                      |
|       | Vice-Premier ministre Ministre de la Justice |           | Yariv Levin         | Likoud                      |
|       | Ministre des Infrastructures nationales, de l'Énergie et de l'Eau |           | Eli Cohen           | Likoud                      |
|       | Ministre de la Défense |           | Yoav Galant         | Likoud                      |
|       | Ministre des Affaires étrangères |           | Israël Katz         | Likoud                      |
|       | Ministre sans portefeuille (à partir du 29/09/2024) |           | Gideon Sa'ar        | Nouvel Espoir               |
|       | Ministre de l'Intérieur |           | Moshe Arbel         | Shas                        |
|       | Ministre du Néguev, de Galilée et de la Résilience nationale |           | Yitzhak Wasserlauf  | Otzma Yehudit               |
|       | Ministre au cabinet du Premier ministre Ministre de la Construction et du Logement                                                                                         |           | Yitzhak Goldknopf   | Judaïsme unifié de la Torah |
|       | Ministre des Affaires de la Diaspora |           | Amichai Chikli      | Likoud                      |
|       | Ministre de l'Égalité sociale |           | May Golan (en)      | Likoud                      |
|       | Ministre de l'Agriculture et du Développement rural |           | Avi Dichter         | Likoud                      |
|       | Ministre des Communications |           | Shlomo Karhi        | Likoud                      |
|       | Ministre de la Culture et du Sport |           | Miki Zohar          | Likoud                      |
|       | Ministre des Finances Ministre au ministère de la Défense |           | Bezalel Smotrich    | Mafdal - Sionisme religieux |
|       | Ministre de la Santé |           | Uriel Buso          | Shas                        |
|       | Ministre de l'Économie |           | Nir Barkat          | Likoud                      |
|       | Ministre de l'Éducation |           | Yoav Kisch          | Likoud                      |
|       | Ministre au ministère de l'Éducation |           | Haïm Biton          | Shas                        |
|       | Ministre de la Coopération régionale Ministre au ministère de la Justice Ministre au cabinet du Premier ministre, chargé des Relations entre le gouvernement et la Knesset |           | David Amsalem       | Likoud                      |
|       | Ministre de la Protection de l'environnement |           | Idit Silman         | Likoud                      |
|       | Ministre de l'Alya et de l'Intégration |           | Ofir Sofer          | Mafdal - Sionisme religieux |
|       | Ministre de la Science et de la Technologie |           | Gila Gamliel        | Likoud                      |
|       | Ministre du Patrimoine |           | Amihai Eliyahu      | Otzma Yehudit               |
|       | Ministre des Affaires de Jérusalem et de la Tradition d'Israël |           | Meir Porush         | Judaïsme unifié de la Torah |
|       | Ministre des Affaires sociales et des Services sociaux |           | Ya'akov Margi       | Shas                        |
|       | Ministre du Travail |           | Yoav Ben-Tzur       | Shas                        |
|       | Ministre des Implantations et des Missions nationales |           | Orit Strook         | Mafdal - Sionisme religieux |
|       | Ministre de la Sécurité nationale |           | Itamar Ben-Gvir     | Otzma Yehudit               |
|       | Ministre des Affaires religieuses |           | Michael Malchieli   | Shas                        |
|       | Ministre des Affaires stratégiques |           | Ron Dermer (en)     | Likoud                      |
|       | Ministre du Tourisme |           | Haïm Katz           | Likoud                      |
|       | Ministre des Transports |           | Miri Regev          | Likoud                      |
|       | Ministre délégué au cabinet du Premier ministre chargé de l'Identité nationale juive                                                                                       |           | Avi Maoz            | Noam                        |
|       | Ministre délégué au cabinet du Premier ministre Ministre délégué aux Transports et à la sécurité routière                                                                  |           | Uri Maklev          | Judaïsme unifié de la Torah |
|       | Ministre délégué à l'Agriculture et au Développement rural |           | Moshe Abutbul       | Shas                        |
|       | Ministre délégué à la Culture et au Sport |           | Ya'akov Tessler     | Judaïsme unifié de la Torah |

### Remaniement du 6 novembre 2024
| Image | Portefeuille | Titulaire | Titulaire           | Parti                       |
| ----- | --- | --------- | ------------------- | --------------------------- |
|       | Premier ministre |           | Benyamin Netanyahou | Likoud                      |
|       | Vice-Premier ministre Ministre de la Justice |           | Yariv Levin         | Likoud                      |
|       | Ministre des Infrastructures nationales, de l'Énergie et de l'Eau |           | Eli Cohen           | Likoud                      |
|       | Ministre de la Défense |           | Israël Katz         | Likoud                      |
|       | Ministre des Affaires étrangères |           | Gideon Sa'ar        | Nouvel Espoir               |
|       | Ministre de l'Intérieur |           | Moshe Arbel         | Shas                        |
|       | Ministre du Néguev, de Galilée et de la Résilience nationale |           | Yitzhak Wasserlauf  | Otzma Yehudit               |
|       | Ministre au cabinet du Premier ministre Ministre de la Construction et du Logement                                                                                         |           | Yitzhak Goldknopf   | Judaïsme unifié de la Torah |
|       | Ministre des Affaires de la Diaspora |           | Amichai Chikli      | Likoud                      |
|       | Ministre de l'Égalité sociale |           | May Golan (en)      | Likoud                      |
|       | Ministre de l'Agriculture et du Développement rural |           | Avi Dichter         | Likoud                      |
|       | Ministre des Communications |           | Shlomo Karhi        | Likoud                      |
|       | Ministre de la Culture et du Sport |           | Miki Zohar          | Likoud                      |
|       | Ministre des Finances Ministre au ministère de la Défense |           | Bezalel Smotrich    | Mafdal - Sionisme religieux |
|       | Ministre au ministère des Finances |           | Ze'ev Elkin         | Nouvel Espoir               |
|       | Ministre de la Santé |           | Uriel Buso          | Shas                        |
|       | Ministre de l'Économie |           | Nir Barkat          | Likoud                      |
|       | Ministre de l'Éducation |           | Yoav Kisch          | Likoud                      |
|       | Ministre au ministère de l'Éducation |           | Haïm Biton          | Shas                        |
|       | Ministre de la Coopération régionale Ministre au ministère de la Justice Ministre au cabinet du Premier ministre, chargé des Relations entre le gouvernement et la Knesset |           | David Amsalem       | Likoud                      |
|       | Ministre de la Protection de l'environnement |           | Idit Silman         | Likoud                      |
|       | Ministre de l'Alya et de l'Intégration |           | Ofir Sofer          | Mafdal - Sionisme religieux |
|       | Ministre de la Science et de la Technologie |           | Gila Gamliel        | Likoud                      |
|       | Ministre du Patrimoine |           | Amihai Eliyahu      | Otzma Yehudit               |
|       | Ministre des Affaires de Jérusalem et de la Tradition d'Israël |           | Meir Porush         | Judaïsme unifié de la Torah |
|       | Ministre des Affaires sociales et des Services sociaux |           | Ya'akov Margi       | Shas                        |
|       | Ministre du Travail |           | Yoav Ben-Tzur       | Shas                        |
|       | Ministre des Implantations et des Missions nationales |           | Orit Strook         | Mafdal - Sionisme religieux |
|       | Ministre de la Sécurité nationale |           | Itamar Ben-Gvir     | Otzma Yehudit               |
|       | Ministre des Affaires religieuses |           | Michael Malchieli   | Shas                        |
|       | Ministre des Affaires stratégiques |           | Ron Dermer (en)     | Likoud                      |
|       | Ministre du Tourisme |           | Haïm Katz           | Likoud                      |
|       | Ministre des Transports |           | Miri Regev          | Likoud                      |
|       | Ministre délégué au cabinet du Premier ministre chargé de l'Identité nationale juive                                                                                       |           | Avi Maoz            | Noam                        |
|       | Ministre délégué au cabinet du Premier ministre Ministre délégué aux Transports et à la sécurité routière                                                                  |           | Uri Maklev          | Judaïsme unifié de la Torah |
|       | Ministre déléguée aux Affaires étrangères |           | Sharren Haskel      | Nouvel Espoir               |
|       | Ministre délégué à l'Agriculture et au Développement rural |           | Moshe Abutbul       | Shas                        |
|       | Ministre délégué à la Culture et au Sport |           | Ya'akov Tessler     | Judaïsme unifié de la Torah |

### Remaniement du 19 janvier 2025
| Image | Portefeuille | Titulaire | Titulaire           | Parti                       |
| ----- | --- | --------- | ------------------- | --------------------------- |
|       | Premier ministre |           | Benyamin Netanyahou | Likoud                      |
|       | Vice-Premier ministre Ministre de la Justice |           | Yariv Levin         | Likoud                      |
|       | Ministre des Infrastructures nationales, de l'Énergie et de l'Eau |           | Eli Cohen           | Likoud                      |
|       | Ministre de la Défense |           | Israël Katz         | Likoud                      |
|       | Ministre des Affaires étrangères |           | Gideon Sa'ar        | Nouvel Espoir               |
|       | Ministre de l'Intérieur |           | Moshe Arbel         | Shas                        |
|       | Ministre au cabinet du Premier ministre Ministre de la Construction et du Logement                                                                                             |           | Yitzhak Goldknopf   | Judaïsme unifié de la Torah |
|       | Ministre des Affaires de la Diaspora |           | Amichai Chikli      | Likoud                      |
|       | Ministre de l'Égalité sociale |           | May Golan (en)      | Likoud                      |
|       | Ministre de l'Agriculture et du Développement rural |           | Avi Dichter         | Likoud                      |
|       | Ministre des Communications |           | Shlomo Karhi        | Likoud                      |
|       | Ministre de la Culture et du Sport |           | Miki Zohar          | Likoud                      |
|       | Ministre des Finances Ministre au ministère de la Défense |           | Bezalel Smotrich    | Mafdal - Sionisme religieux |
|       | Ministre au ministère des Finances |           | Ze'ev Elkin         | Nouvel Espoir               |
|       | Ministre de la Santé |           | Uriel Buso          | Shas                        |
|       | Ministre de l'Économie |           | Nir Barkat          | Likoud                      |
|       | Ministre de l'Éducation |           | Yoav Kisch          | Likoud                      |
|       | Ministre au ministère de l'Éducation |           | Haïm Biton          | Shas                        |
|       | Ministre de la Coopération régionale Ministre au ministère de la Justice Ministre au cabinet du Premier ministre, chargé des Relations entre le gouvernement et la Knesset     |           | David Amsalem       | Likoud                      |
|       | Ministre de la Protection de l'environnement |           | Idit Silman         | Likoud                      |
|       | Ministre de l'Alya et de l'Intégration |           | Ofir Sofer          | Mafdal - Sionisme religieux |
|       | Ministre de la Science et de la Technologie |           | Gila Gamliel        | Likoud                      |
|       | Ministre des Affaires de Jérusalem et de la Tradition d'Israël |           | Meir Porush         | Judaïsme unifié de la Torah |
|       | Ministre des Affaires sociales et des Services sociaux |           | Ya'akov Margi       | Shas                        |
|       | Ministre du Travail |           | Yoav Ben-Tzur       | Shas                        |
|       | Ministre des Implantations et des Missions nationales |           | Orit Strook         | Mafdal - Sionisme religieux |
|       | Ministre des Affaires religieuses |           | Michael Malchieli   | Shas                        |
|       | Ministre des Affaires stratégiques |           | Ron Dermer (en)     | Likoud                      |
|       | Ministre du Tourisme Ministre de la Sécurité nationale par intérim Ministre du Néguev, de Galilée et de la Résilience nationale par intérim Ministre du Patrimoine par intérim |           | Haïm Katz           | Likoud                      |
|       | Ministre des Transports |           | Miri Regev          | Likoud                      |
|       | Ministre délégué au cabinet du Premier ministre chargé de l'Identité nationale juive                                                                                           |           | Avi Maoz            | Noam                        |
|       | Ministre délégué au cabinet du Premier ministre Ministre délégué aux Transports et à la sécurité routière                                                                      |           | Uri Maklev          | Judaïsme unifié de la Torah |
|       | Ministre déléguée aux Affaires étrangères |           | Sharren Haskel      | Nouvel Espoir               |
|       | Ministre délégué à l'Agriculture et au Développement rural |           | Moshe Abutbul       | Shas                        |
|       | Ministre délégué à la Culture et au Sport |           | Ya'akov Tessler     | Judaïsme unifié de la Torah |

### Remaniement de mars 2025
| Image | Portefeuille | Titulaire | Titulaire           | Parti                       |
| ----- | --- | --------- | ------------------- | --------------------------- |
|       | Premier ministre |           | Benyamin Netanyahou | Likoud                      |
|       | Vice-Premier ministre Ministre de la Justice |           | Yariv Levin         | Likoud                      |
|       | Ministre des Infrastructures nationales, de l'Énergie et de l'Eau |           | Eli Cohen           | Likoud                      |
|       | Ministre de la Défense |           | Israël Katz         | Likoud                      |
|       | Ministre des Affaires étrangères |           | Gideon Sa'ar        | Nouvel Espoir               |
|       | Ministre de l'Intérieur |           | Moshe Arbel         | Shas                        |
|       | Ministre du Néguev, de Galilée et de la Résilience nationale |           | Yitzhak Wasserlauf  | Otzma Yehudit               |
|       | Ministre au cabinet du Premier ministre Ministre de la Construction et du Logement                                                                                         |           | Yitzhak Goldknopf   | Judaïsme unifié de la Torah |
|       | Ministre des Affaires de la Diaspora |           | Amichai Chikli      | Likoud                      |
|       | Ministre de l'Égalité sociale |           | May Golan (en)      | Likoud                      |
|       | Ministre de l'Agriculture et du Développement rural |           | Avi Dichter         | Likoud                      |
|       | Ministre des Communications |           | Shlomo Karhi        | Likoud                      |
|       | Ministre de la Culture et du Sport |           | Miki Zohar          | Likoud                      |
|       | Ministre des Finances Ministre au ministère de la Défense |           | Bezalel Smotrich    | Mafdal - Sionisme religieux |
|       | Ministre au ministère des Finances |           | Ze'ev Elkin         | Nouvel Espoir               |
|       | Ministre de la Santé |           | Uriel Buso          | Shas                        |
|       | Ministre de l'Économie |           | Nir Barkat          | Likoud                      |
|       | Ministre de l'Éducation |           | Yoav Kisch          | Likoud                      |
|       | Ministre au ministère de l'Éducation |           | Haïm Biton          | Shas                        |
|       | Ministre de la Coopération régionale Ministre au ministère de la Justice Ministre au cabinet du Premier ministre, chargé des Relations entre le gouvernement et la Knesset |           | David Amsalem       | Likoud                      |
|       | Ministre de la Protection de l'environnement |           | Idit Silman         | Likoud                      |
|       | Ministre de l'Alya et de l'Intégration |           | Ofir Sofer          | Mafdal - Sionisme religieux |
|       | Ministre de la Science et de la Technologie |           | Gila Gamliel        | Likoud                      |
|       | Ministre du Patrimoine |           | Amihai Eliyahu      | Otzma Yehudit               |
|       | Ministre des Affaires de Jérusalem et de la Tradition d'Israël |           | Meir Porush         | Judaïsme unifié de la Torah |
|       | Ministre des Affaires sociales et des Services sociaux |           | Ya'akov Margi       | Shas                        |
|       | Ministre du Travail |           | Yoav Ben-Tzur       | Shas                        |
|       | Ministre des Implantations et des Missions nationales |           | Orit Strook         | Mafdal - Sionisme religieux |
|       | Ministre de la Sécurité nationale |           | Itamar Ben-Gvir     | Otzma Yehudit               |
|       | Ministre des Affaires religieuses |           | Michael Malchieli   | Shas                        |
|       | Ministre des Affaires stratégiques |           | Ron Dermer (en)     | Likoud                      |
|       | Ministre du Tourisme |           | Haïm Katz           | Likoud                      |
|       | Ministre des Transports |           | Miri Regev          | Likoud                      |
|       | Ministre délégué au cabinet du Premier ministre Ministre délégué aux Transports et à la sécurité routière                                                                  |           | Uri Maklev          | Judaïsme unifié de la Torah |
|       | Ministre déléguée aux Affaires étrangères |           | Sharren Haskel      | Nouvel Espoir               |
|       | Ministre délégué à l'Agriculture et au Développement rural |           | Moshe Abutbul       | Shas                        |
|       | Ministre délégué à la Culture et au Sport |           | Ya'akov Tessler     | Judaïsme unifié de la Torah |

## Réactions locales et internationales
Le président américain, Joe Biden qualifie Benjamin Netanyahou d’« ami depuis des décennies », mais affirme que « les États-Unis continueront de soutenir une solution à deux États et à s’opposer aux politiques qui menacent la viabilité ou contredisent leurs intérêts et valeurs partagé ».
Le président russe Vladimir Poutine salue le retour de M. Nétanyahou à la tête du gouvernement israélien et déclare souhaiter renforcer la coopération avec Israël.
Mais la presse arabe dénonce un gouvernement « raciste » et « extrémiste », tandis que le Premier ministre palestinien Mohammed Shtayyeh déclare « Ce nouveau gouvernement d'extrême droite ne nous effraie pas [...] nous allons rester debout jusqu'à la victoire et l'établissement d'un Etat palestinien ». Des inquiétudes et mises en garde sont aussi prononcées parmi les personnalités politiques et militaires israéliennes comme Aviv Kochavi, chef d'état-major sortant de l'armée israélienne, et Benny Gantz le ministre sortant de la Défense.
Le jeudi 29 décembre 2022, l'ambassadrice d'Israël en France Yael German a présenté sa démission pour protester contre la radicalité du nouveau gouvernement. Dans une lettre publiée en hébreu sur Twitter, elle affirme : « Votre politique, les déclarations des ministres de votre gouvernement et les intentions de législation sont contraires à ma conscience, à ma vision du monde et aux principes de la déclaration d'indépendance de l'État d'Israël ».

## Affaires
Benyamin Netanyahou, leader du Likoud et actuel Premier ministre, est toujours inculpé pour corruption, fraude et abus de confiance dans trois affaires. Aryé Dery, chef du parti ultraorthodoxe Shas, désormais ministre de l’Intérieur, a été condamné à la prison avec sursis pour évasion fiscale. Bezalel Smotrich, leader du Parti sioniste religieux, désormais ministre des Finances, a été détenu trois mois en 2005 pour avoir planifié des manifestations violentes. Itamar Ben-Gvir, chef du parti Force juive, désormais ministre de la Sécurité nationale, a été condamné en 2007 pour incitation à la haine.